# 姬坎·兰德尔
姬坎·兰德尔（英語：Kikkan Randall，1982年12月31日—），美国女子越野滑雪运动员。她曾代表美国参加2002年、2006年、2010年、2014年和2018年冬季奥林匹克运动会越野滑雪比赛，获得一枚金牌。